# Miura 5
El Miura 5 (anteriormente llamado ARION 2) es un vehículo de lanzamiento recuperable orbital de la empresa española PLD Space. Consta de dos etapas, con posibilidad de incorporar una tercera etapa "kick-stage", y 25 m de longitud, capaz de colocar hasta 450 kg de carga en una órbita heliosíncrona de 500 km.

## Diseño

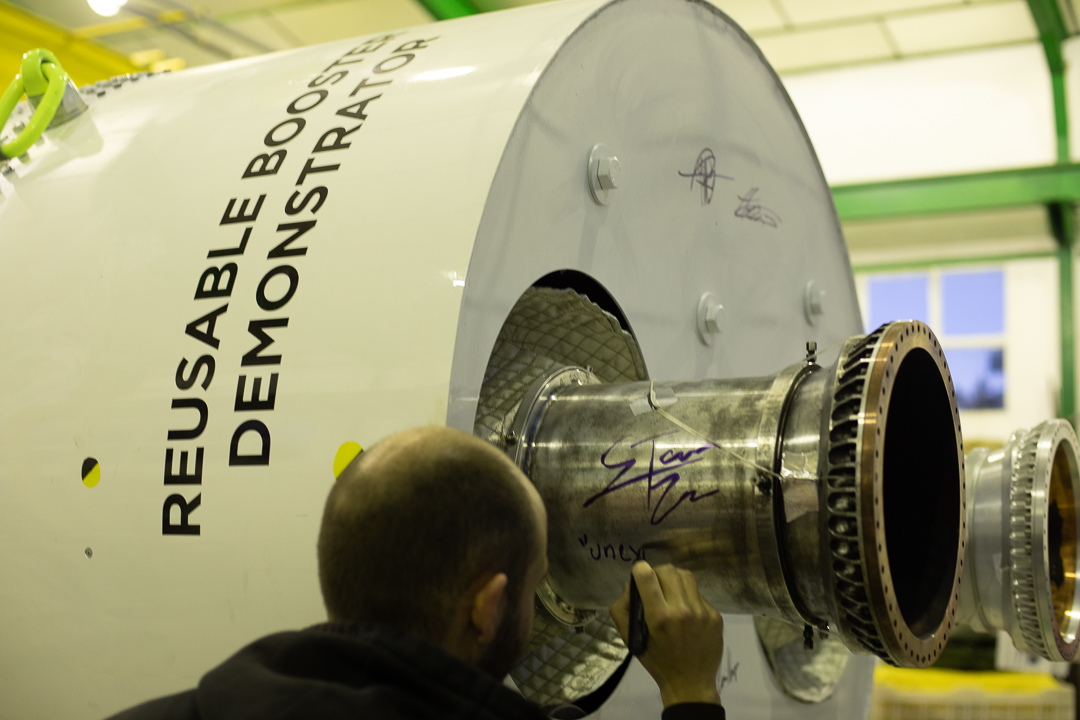
Vehículo de prueba reducido utilizado durante la prueba de caída en 2019

Las dos etapas (ampliables a 3) del Miura 5 están planificadas para emplear combustible líquido y están diseñadas para reutilizar la mayor parte de la tecnología desarrollada para Miura 1, siendo el motor y los tanques de propelente nuevos. La primera etapa está planificada para ser reutilizada varias veces empleando paracaídas para su recuperación.
El Miura 5 utiliza cinco motores TEPREL-C, modelo que utiliza una turbobomba al contrario que las versiones anteriores las cuales utilizan un ciclo de tanque presurizado. El motor central hará funciones de frenado propulsivo y control de empuje. El fuselaje emplea aluminio serie 2000.
Originalmente se previó una capacidad de elevación de 150 kilogramos, pero en 2018 el objetivo de carga útil se duplicó después de una revisión de 10 meses de la Agencia Espacial Europea que concluyó que se debe buscar el lanzamiento de hasta 450 kilogramos a una órbita SSO de 500 kilómetros.
Sus capacidades de reutilización está previsto que le permitan ser lanzado 3 veces.

### Programa LPSR
En octubre del año 2016, la Agencia Espacial Europea eligió a PLD Space como contratista principal del programa LPSR (Liquid Propulsion Stage Recovery), que forma parte del Programa Preparatorio de Futuros Lanzadores, para el desarrollo de una primera etapa reutilizable con un presupuesto de 750.000 euros. El objetivo principal es proporcionar al lanzador MIURA 5 de una primera etapa reutilizable con paracaídas para el retorno aunque también se estudiará la posibilidad de usar parapentes controlados o ballutes. El sistema será probado en un primer momento en el Miura 1.

## Desarrollo

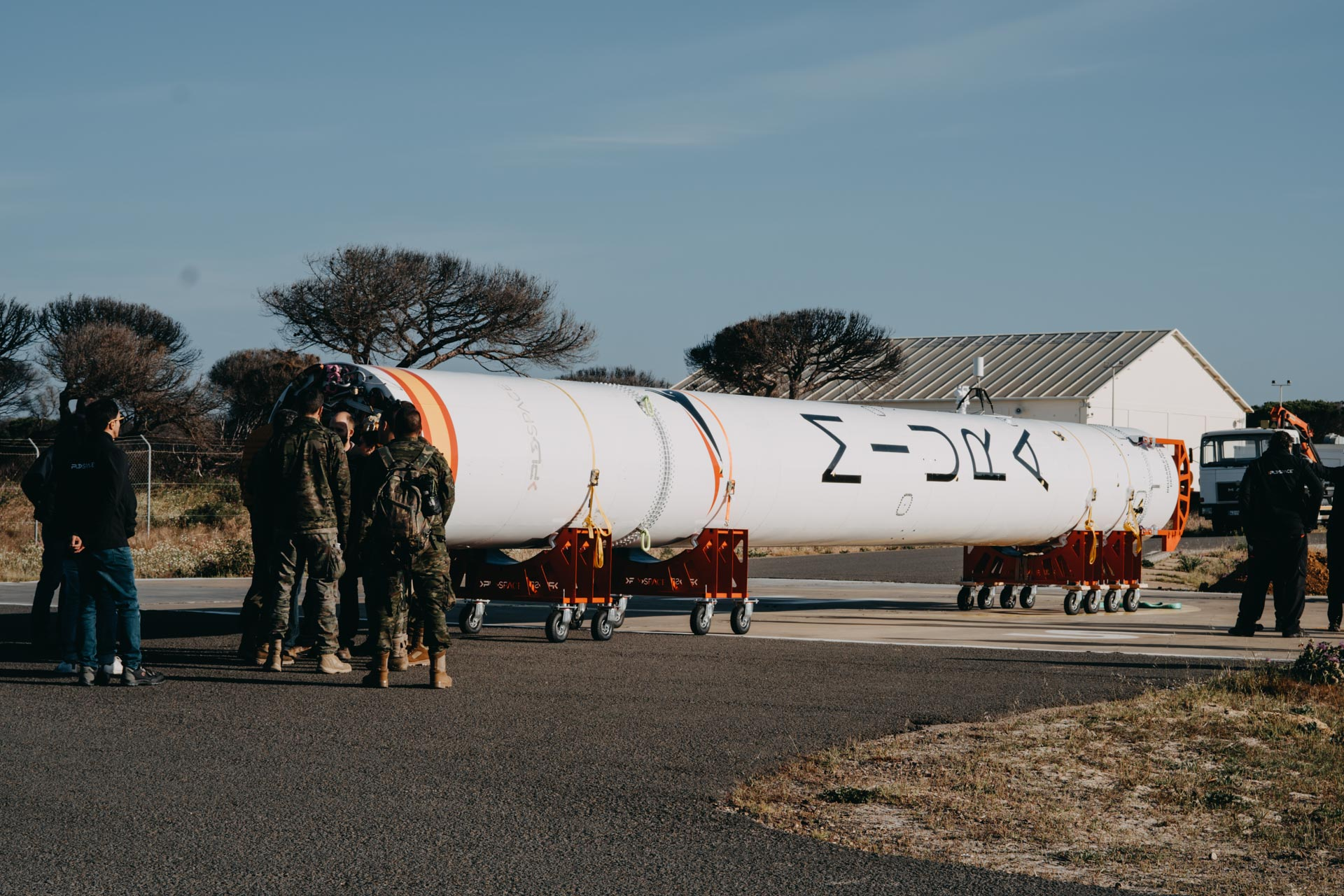
Prueba de reutilización del Miura 5 en Huelva, España, año 2019.

El 11 de abril de 2019 realizó una prueba de caída y recuperación exitosas de la primera etapa del cohete Miura 5 demostrador (diámetro de 1,5 m en lugar de 1,8 m) en El Arenosillo. La etapa se dejó caer desde una altura de 5 km, se desaceleró con tres paracaídas y tocó el agua, donde se recuperó.

## Sitios de lanzamiento
En julio de 2019, PLD Space llegó a un acuerdo con CNES para estudiar el lanzamiento de Miura 5 desde el Puerto espacial de Kourou, Guayana Francesa. Como parte de un acuerdo, el INTA también les ayuda a adquirir un sitio de lanzamiento, siendo el Centro de Lanzamiento Espacial de La Isla de El Hierro la mejor opción desde el punto de vista técnico. Recientemente PLD Space ha compartido la posibilidad de realizar lanzamientos desde el puerto espacial previsto en Azores pero se desconoce el estado de esta propuesta.

## Calendario de lanzamientos
Inicialmente estaba previsto que el primer vuelo de prueba de Miura 5 tuviese lugar a finales de 2022, pero en mayo de 2021 PLD Space anunció una nueva fecha retrasándolo a finales de 2024 y posteriormente a 2025.